# Folk og kultur
Folk og kultur (med den lange titel Folk og kultur, årbog for dansk etnologi og folkemindevidenskab) var et dansk tidsskrift der udgav artikler inden for folkemindevidenskab og dansk etnologi. 
Det første nummer udkom i 1972. 
Tidsskriftet ophørte i 2008, da det blev fusioneret med tidsskriftet Fortid og Nutid og videreført som tidsskriftet Kulturstudier. 
I alt udkom 37 numre.
Numrene af Folk og kultur er digitaliseret og gjort tilgængelig af Det kongelige Bibliotek på platformen tidsskrift.dk.
Blandt skribenter der har udgivet artikler i tidsskriftet finder man Iørn Piø og Inge Adriansen.